# Alejandro Yagüe
Alejandro Yagüe Llorente (Palacios de la Sierra, provincia de Burgos; 27 de febrero de 1947-Burgos; 24 de agosto de 2017) fue un músico y compositor contemporáneo español. 

## Trayectoria profesional
Músico contemporáneo burgalés, titulado en las especialidades de Composición, Dirección de orquesta y Piano.
En Burgos, recibió clases de Ángel Juan Quesada. Su formación musical se fue completando en el Conservatorio Superior de Madrid (1972-1976) y, fuera de España, en la 
Accademia Santa Cecilia de Roma (1976-1978) siendo alumno de Goffredo Petrassi, así como en la Musikhochschule de Colonia, en Alemania (1978-1982).
Residió dos años en Italia y cuatro en Alemania para perfeccionar estudios, al haber conseguido el Premio Roma, de la Academia de Bellas Artes de Roma y al haber sido además becario de la Fundación alemana Alexander von Humboldt.
Fue galardonado en diversos concursos de composición, entre otros Premio Manuel de Falla (Cádiz 1974), Premio de Roma (1976), Diploma di Merito de la Accademia Chigiana, de Siena, con Franco Donatoni (1978), Premio Nacional Fin de carrera, Premio Arte (Córdoba, 1978), Primer Premio de Composición para Orquesta de Laudes Españoles (Ministerio de Cultura, 1980) además de otros concursos celebrados en Cuenca (1981), Barcelona (1983), Zamora (1984), etc.
Recibió encargos del Ministerio de Cultura, Orquesta Nacional, Radio Nacional, Coro y Orquesta de la Comunidad de Madrid, Orfeón Catalán, Concurso internacional de Tolosa (Guipúzcoa) Fundación Juan de Borbón, Caja de Burgos, Festivales Internacionales de Santander y Alicante, y otras entidades culturales. 
Sus obras se han ido publicando, a partir de 1985, en las editoriales EMEC, de Madrid, CLIVIS de Barcelona, OPERA TRES de Madrid y CM Ediciones Musicales de Bilbao. Durante los cursos 1990-1992, fue profesor asociado de la Universidad de Salamanca. Desde 1988 fue catedrático Numerario de Composición del Conservatorio Superior de Salamanca donde formó a nuevas generaciones de compositores. Anteriormente, en la década de los 80 impartió clases a niños en la escuela municipal de música de Gamonal, enseñando entre otros a músicos como el violinista Diego Galaz.
Alejandro Yagüe completó la ópera inacabada de Antonio José Martínez Palacios El mozo de mulas que fue estrenada el 12 de noviembre de 2017, en el auditorio Fórum Evolución por la Orquesta Sinfónica de Burgos.